# Air liquide (société)
Cet article concerne le groupe industriel. Pour l'air à l'état liquide, voir Liquéfaction de l'air et Air liquide (chimie).
Air liquide (AL), anciennement L'Air liquide, est un groupe industriel français d'envergure internationale, spécialiste des gaz industriels, c'est-à-dire des gaz pour l'industrie, la santé, l'environnement et la recherche. Il est présent dans soixante pays avec 66 300 employés, le groupe sert plus de 4 millions de clients et de patients. Le groupe Air liquide est coté à la Bourse de Paris et entre dans la composition de l'indice CAC 40, de l'Euro Stoxx 50 et du FTSE4Good.
Deuxième groupe mondial dans le secteur depuis la fusion de Linde et Praxair en 2018, Air liquide était devenu en 2016 le premier groupe mondial à la suite du rachat de la société américaine Airgas. Linde et Air liquide dominent désormais le marché mondial des gaz industriels avec un troisième acteur Air Products, deux fois plus petit. Les autres acteurs mondiaux et régionaux sont Taiyo Nippon Sanso (Japon), Messer (Allemagne), PAG (Chine), Air Water (Japon) et Hangzhou Hangyang (Chine).

## Histoire

### 1900-1930: création de L'Air liquide et introduction en bourse
Le 25 mai 1902, après deux ans de recherche, Georges Claude alors étudiant à l'ESPCI met au point un procédé de liquéfaction de l'air afin d'en séparer les composants (oxygène, azote, argon). Le 8 novembre 1902, Paul Delorme réunit vingt-quatre souscripteurs, principalement des ingénieurs, pour soutenir financièrement le projet. Paul Delorme est le premier président de « L'Air liquide, société pour l'étude et l'exploitation des procédés Georges Claude ». La société est alors dotée d'un capital de 100 000 francs. Paul Delorme contacte René Lévy qui a mis au point avec André Helbronner un procédé qui améliore celui de Georges Claude et rend possible une exploitation industrielle jusqu'alors impraticable.
En 1906, l'expansion internationale de L'Air liquide débute en Belgique, puis au Japon (1907), en Espagne et en Italie (1909), au Canada (1911) où René Lévy crée une filiale, puis à Hong Kong. Le 20 février 1913, L'Air liquide est introduit à la Bourse de Paris.

### 1930-1950: internationalisation et innovations

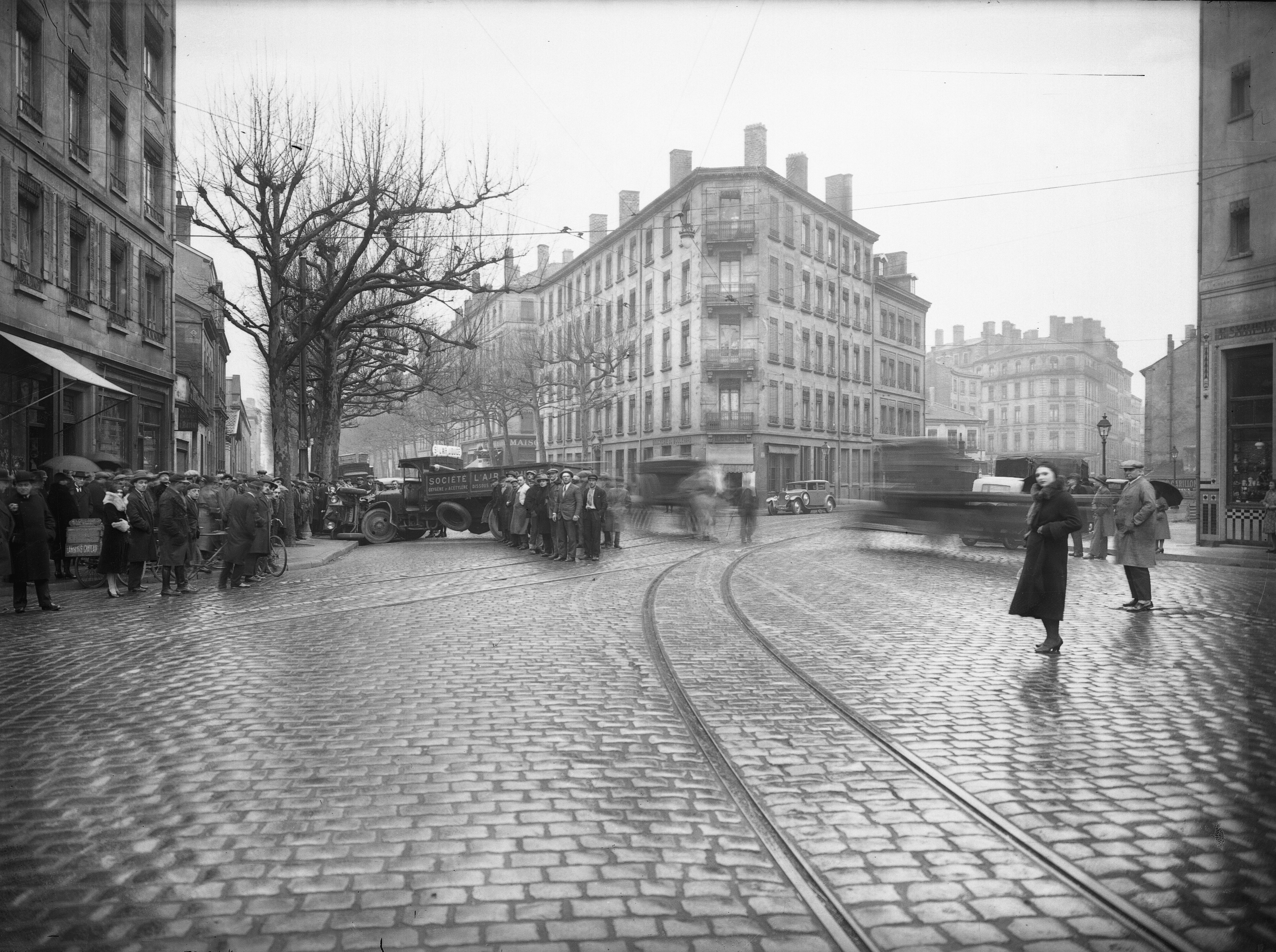
Camion de la société Air liquide impliqué dans un accident de la circulation à Lyon en 1931.

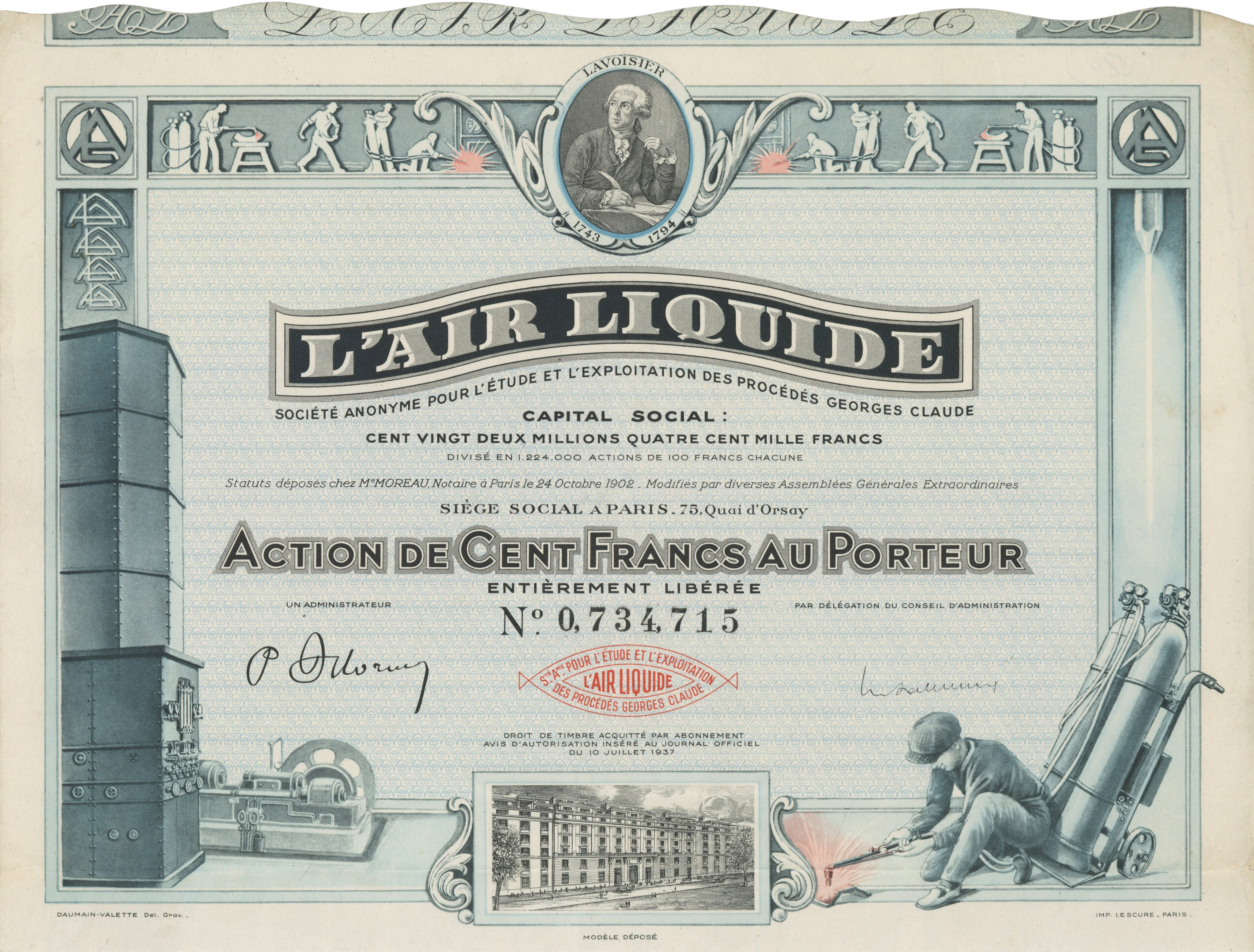
Action d'Air Liquide S.A. de 100 francs, émise à Paris le 10 juillet 1937, avec signature de Paul Delorme, 1902-1945 président de la compagnie

En 1930, la croissance a été réussie avec un endettement quasi inexistant, les quelques émissions de titres de dette représentant seulement 15 % des ressources de l'entreprise. En 1936, c'est la sixième capitalisation boursière française, après la montée en puissance des sociétés industrielles françaises à la Bourse, alors qu'elle n'était encore 17e en 1928. En 1938, L'Air liquide entre en Argentine.
En 1943, sous l'égide de l'ingénieur Émile Gagnan (employé chez L'Air liquide) et du lieutenant de vaisseau Jacques-Yves Cousteau, L'Air liquide fabrique, dans son usine de Boulogne-Billancourt, les deux prototypes de scaphandre autonome que Cousteau et Frédéric Dumas utilisèrent pour tourner le film subaquatique Épaves, réalisé par Cousteau la même année. C'est la naissance de la plongée autonome moderne.
En 1945, après la guerre, Jean Delorme, fils de Paul et second président du groupe, s'attache à remettre en route, rénover, développer l'outil industriel. En 1946, L'Air liquide fonde La Spirotechnique, société de conception et de commercialisation de détendeurs et autres équipements de plongée. La même année, La Spirotechnique lance sur le marché le CG45, le premier détendeur moderne de plongée commercialisé. Cela marque ainsi le début de la vulgarisation de la plongée sous-marine.

### 1950-1990: grande industrie et recherche spatiale
En 1957, Air liquide commence son activité dans la grande industrie et crée des réseaux de canalisations irriguant plusieurs grands bassins industriels dans le monde. En 1962, Air liquide se lance dans l'industrie spatiale. Dans les années 1960, Air liquide acquiert American Cryogenics, ainsi que plusieurs autres entreprises américaines.
En 1970, l'entreprise inaugure son centre de recherche et développement Claude-Delorme, situé aux Loges-en-Josas (Yvelines). Plus de 250 chercheurs y travaillent dans 35 laboratoires, couvrant divers domaines de recherche comme les mathématiques appliquées, les essais cliniques et le génie des procédés. En mars 2014, le groupe annonce son intention d'agrandir et de moderniser le centre afin de regrouper les infrastructures et les personnels dans un bâtiment unique.
En 1986, Air liquide se déploie aux États-Unis avec l'acquisition de Big Three pour 1,05 milliard de dollars, entreprise américaine implantée dans de nombreux pays, notamment en Europe et en Asie,.

### 1990-2010: création d'Air liquide Santé et stratégie d'acquisition
En 1995, L'Air liquide Santé est créée : il s'agit d'une structure, des équipes et une offre de gaz médicaux, matériels et services totalement consacrées au secteur médical, d'abord à l'hôpital, puis au domicile des patients.
En 1999, Air Products tente avec Air liquide d'acquérir BOC Gases, mais son offre est invalidée par les autorités de la concurrence américaines et européennes. En 2002, Air Products acquiert American Homecare Supply, une entreprise américaine spécialisée dans les équipements de soins à domicile. En 2001, Suez-Lyonnaise des Eaux tente d'acquérir Air liquide.
En 2001, Air liquide acquiert les activités de Messer Griesheim pour 185 millions d'euros en Afrique du Sud, à Trinité-et-Tobago (cédé à Massy Gas Products Holding Ltd en 2022), au Canada, en Égypte, en Argentine et au Brésil. La même année, Air liquide acquiert les 57 % qu'il ne détient pas encore dans Hede Nielsen, une entreprise danoise, qu'il avait racheté partiellement dans les années 1990.
En 2003, Air liquide crée une coentreprise avec BOC au Japon, Japan Air Gases (JAG), renforçant la présence du groupe sur le marché extrême-oriental. En 2004, Air liquide acquiert les activités de Messer Griesheim en Allemagne, au Royaume-Uni et aux États-Unis, représentant les deux tiers de l'activité de ce dernier, pour 2,7 milliards de dollars puis revend peu de temps après des activités présentes aux États-Unis. En 2005, Air liquide acquiert les participations de 13,2 % qu'il ne détient pas dans la société d'oxygène et d'acétylène d'Extrême-Orient (SOAEO), pour la somme approximative de 150 millions d'euros. En 2007, Air liquide acquiert les activités de Linde Gas au Royaume-Uni, ainsi que la société allemande d'ingénierie Lurgi (de), pour 550 millions d'euros, ce qui double la capacité ingénierie du groupe,. Dans la même année, Air liquide cède son pôle métrologie, Trescal, au fonds d'Astorg Partners en association avec ses dirigeants.
En 2008, la société d'investissement Eurazeo qui détient, depuis 2006, 5,6 % du capital du groupe, annonce vouloir céder sa participation.
En 2012, Air liquide crée une coentreprise avec le belge Solvay en vue de produire des gaz fluorés destinés aux écrans plats et aux panneaux photovoltaïques. Il rachète à la société américaine Georgia Gulf, une unité de production située en Louisiane (sud des États-Unis). Air liquide acquiert 75 % de la société russe Logika, ainsi que LVL Medical. En 2012, Air liquide rachète l'entreprise espagnole Gasmedi, troisième entreprise en Espagne du secteur de la santé à domicile.

### Depuis 2010
En 2013, Air liquide crée ALIAD (Air liquide Investissement d'Avenir et de Démonstration), un fonds de capital risque consacré à l’investissement du groupe dans les start-up et PME de haute technologie officiant dans les secteurs de la santé, de la transition énergétique et du numérique. La même année, la société s'implante dans un laboratoire d’innovation à Paris, le i-Lab, qui est présenté comme un « laboratoire des nouvelles idées ».
Le 25 mars 2014, Air liquide annonce une prise de participation, via Aliad, dans trois sociétés spécialisées dans les énergies durables et renouvelables : McPhy Energy, Solumix et Xylowatt. Aliad a aussi investi dans des startups spécialisées dans l'internet des objets (Sigfox en 2015) et l'intelligence artificielle (Proxem en 2016).
Le 17 novembre 2015, Air liquide annonce l'acquisition d'Airgas pour un montant de 13,4 milliards de dollars. La finalisation de l’acquisition a été annoncée, le 23 mai 2016, par le groupe français de gaz industriels.
Depuis sa création, ALIAD a investi dans une trentaine de startups, dont Carmat, Inpria, Poly-Shape et Solidia Technologies en 2016. Ainsi, en quatre ans d’existence, Aliad investit dans plus de trente start-up technologiques issues de trois secteurs : la transition énergétique, la santé et le numérique.
En décembre 2016, Air liquide finalise la cession d’Aqua Lung, spécialisée dans le matériel de plongée.
En 2017, Air liquide annonce en avril vendre Welding, sa filiale de 2 000 salariés, spécialisée dans le matériel de soudage, à Lincoln Electric, pour un montant non dévoilé.
En août 2017, Air liquide prend une participation majoritaire dans Skagerak Naturgass SA (filiale de Statkraft, productrice de biométhane pour véhicules en Norvège), après avoir en 2014 déjà acheté son homologue suédois FordonsGas. Air liquide dispose donc alors de 54 stations bio-GNV en Europe du Nord et a installé en Suède (à Lidkoping) l’une des plus grandes installations de liquéfaction de biogaz au monde.
Dans le cadre de sa transformation numérique, le groupe développe un centre d’opérations à distance à Saint-Priest en 2017.
En janvier 2018, le groupe annonce des investissements à hauteur de 150 millions d’euros en Asie pour financer la construction d’unités de production d’azote ultra pur, un « gaz vecteur » entrant dans la composition de diverses applications électroniques.
En septembre 2018, Air liquide inaugure son Campus Innovation Paris, situé sur le plateau de Saclay en région parisienne. Elle annonce l’ouverture en 2019, au sein de ce campus, d’un accélérateur de start-up deeptech.
En décembre 2019, le groupe entre au capital de Flying Whales, une start-up spécialisée dans la construction et l'exploitation de ballons dirigeables à structure rigide. Cela s'est fait par l'intermédiaire de sa filiale ALIAD,.
En juillet 2020, Sasol vend son principal site de gaz industriel, situé à Secunda, à Air Liquide pour 515 millions de dollars.
En septembre 2020, la direction d'Air Liquide annonce un investissement de 60 millions d'euros dans la construction d'une unité de production en Chine. Il s'agit d'une unité de séparation des gaz de l'air à Lingang, située dans la zone franche portuaire de Tianjin. Le site devrait être opérationnel en 2022.
Malgré des ventes en baisse de 8,7 % au 3e trimestre à 4,98 milliards d'euros, Air Liquide annonce que la fin d'année est porteuse d'espoirs et que son résultat net de 2020 devrait s'approcher de celui de 2019,. Il lui est finalement supérieur de 8,6% : 2,44 milliards d'euros contre 2,24 milliards en 2019. Les programmes de contrôle des coûts notamment a permis de réaliser 440 millions d'euros d'économies alors que l'objectif fixé était de 400 millions, et a permis de gagner 1,2 points de marge. Ces mesures ont en revanche eu un fort coût social avec une baisse de 4 % des effectifs en 2020.
L'entreprise a réalisé la prouesse de fournir près de 10 000 respirateurs de réanimation aux hôpitaux français en une cinquantaine de jours entre mars et mai 2020, afin de faire face à l'épidémie de Covid-19. Il s'agit en temps normal d'un volume correspondant à trois années de production,,.
En 2021, l'entreprise rachète seize usines de l'entreprise Sasol, le plus grand complexe de production d’oxygène au monde. Depuis 2001, le chiffre d'affaires de l'entreprise a plus que doublé, pour atteindre plus de 20 milliards d'euros. La capitalisation a été multipliée par cinq, passant de 14 à 69 milliards d'euros.
En mars 2022, Air liquide annonce vouloir investir 300 millions d'euros au Japon afin d'y construire quatre unités de production de gaz industriel de très haute pureté.
Le 2 septembre 2022, la direction d'Air liquide annonce sa volonté de céder ses activités en Russie à des entreprises locales où 720 personnes sont employées par le groupe.
La suppression de 430 emplois est annoncée en juillet 2023 dans sa division de santé à domicile, Pharmadom, dans le cadre d'une réorganisation de ses activités. Les syndicats annoncent 1038 postes concernés sur 2439 (47 % de l'effectif). Un appel à la grève est lancé par l'ensemble des syndicats, le lundi 2 octobre.

### Identité visuelle (logo)

Logo de L'air liquide de 1932 à 1948.
Logo de L'Air liquide de 1948 à 1966.
Logo de L'Air liquide de 1966 à 1991.
Logo d'Air liquide de 1991 à 2017.
Logo d'Air liquide depuis 2017.

## Métiers
Les activités du groupe sont structurées en trois domaines :
- gaz et services (96 % du chiffre d'affaires) ;
- ingénierie et construction (1,5 %) ;
- marchés globaux et technologies (2,5 %).

La répartition mondiale des activités de Gaz et services est de 40 % en Amérique du Nord, 34 % en Europe, 23 % en Asie et Pacifique et 3 % au Moyen-Orient et Afrique.
La principale activité de fourniture de gaz et services est structurée par branches d'activités mondiales :
- la grande industrie (26 % du chiffre d'affaires) ;
- l'industriel marchand (44 %) ;
- la santé (17 %) ;
- l'électronique (9 %).

La répartition de ces différentes activités dans le monde est très variable en fonction des besoins des industriels (par exemple l'électronique en Asie) et des implantations historiques du groupe.

### Grande industrie
Cette branche produit de :
- l'oxygène, l'azote et l'argon par liquéfaction et distillation de l'air dans plus de 360 unités de séparation réparties dans le monde entier ;
- l'hydrogène et du monoxyde de carbone par vaporeformage de gaz naturel et de vapeur d'eau dans plus de 50 unités de production.

Ses clients (chimie, pétrochimie, raffinage, métallurgie) consommant de gros volumes de gaz et d'énergie, ces gaz sont produits directement sur les sites des clients dans des unités conçues, construites et exploitées par Air liquide. Dans les grands bassins industriels, ces gaz sont livrés par canalisations directes, dont Air liquide possède le plus long réseau mondial (plus de 9 400 km), dont les ensembles les plus étendus sont installés en Europe, des Pays-Bas jusqu’aux Hauts-de-France ainsi qu'aux États-Unis sur la côte du golfe du Mexique (Texas et Louisiane).
À titre d’illustration, le réseau de distribution par pipeline exploité par Air liquide installé au Benelux et dans les Hauts-de-France s'étend sur 2 225 km, de Rotterdam aux Pays-Bas à Dunkerque et Maubeuge en France en passant par Anvers, Gand, Bruxelles et Charleroi en Belgique. Les gaz distribués sont essentiellement l'hydrogène, l'oxygène, l'azote et, dans une moindre mesure, l'argon et le monoxyde de carbone. Les usines de production d'Air liquide installées dans les grands bassins industriels y sont reliées. Le réseau de distribution d'hydrogène s'étend sur 240 km et la construction des premiers tronçons remonte à 1938. Air liquide dispose également en France de réseaux plus limités (30 à 60 km chacun) à Carling dans l'Est, à Feyzin près de Lyon et de Fos près de Marseille. En 2018, la plus importante unité de production d’hydrogène du groupe est située sur la zone industrielle de Yanbu, en Arabie saoudite, et dispose grâce à ses deux sites de production d’une capacité de 340 000 Nm3/h.
En février 2018, Air liquide procède au démarrage de la plus grande unité de production d'oxygène du monde pour Sasol, entreprise internationale intégrée des secteurs de l'énergie et de la chimie.
Cette activité requiert des investissements importants en capitaux afin d'assurer une production importante avec une disponibilité garantie en l'échange desquelles Air liquide négocie des contrats d'approvisionnement sur de longues durées (quinze ans typiquement) et indexe ses prix de vente sur le coût des matières premières (gaz naturel et électricité).
En outre, Air liquide a mis en place une vingtaine de centrales de cogénération sur les sites clients.
Cette activité grande industrie constitue 27 % du chiffre d’affaires 2019 des activités Air liquide gaz et services.

### Industriel marchand
De l'artisan à la PME, ces clients utilisent des gaz en petites et moyennes quantités, dans des secteurs très diversifiés (alimentaire, traitement thermique des métaux, fabrication du verre ou soudage-coupage de pièces métalliques, etc.). Ces gaz sont livrés et stockés sous forme liquide, conditionnés en bouteilles ou en vrac en semi-remorques ou produits directement sur le site des clients les plus consommateurs.
Les gaz produits sont entre autres l'oxygène, l'azote, le dioxyde de carbone, l'hélium, les gaz rares (argon, krypton, xénon), l'acétylène.
Air liquide produit également du dioxyde de carbone solide (glace carbonique) sous l'appellation « Carboglace » (en France) et Air liquide Santé détiennent une flotte de plus de dix mille camions-citernes au niveau mondial.
Cette activité Industriel Marchand constitue 46 % du chiffre d’affaires 2019 gaz et services d’Air liquide.

### Électronique
Air liquide fournit aux fabricants de semi-conducteurs, d'écrans TFT-LCD et à l'industrie photovoltaïque des gaz de très haute pureté, des liquides chimiques et des équipements de mise en œuvre de ces fluides.
Réalisée à proximité des clients, cette activité est principalement située en Asie et dans une moindre mesure aux Amériques et en Europe.
Cette activité constitue 9 % du chiffre d’affaires 2019 Gaz & Services d’Air Liquide.

### Santé

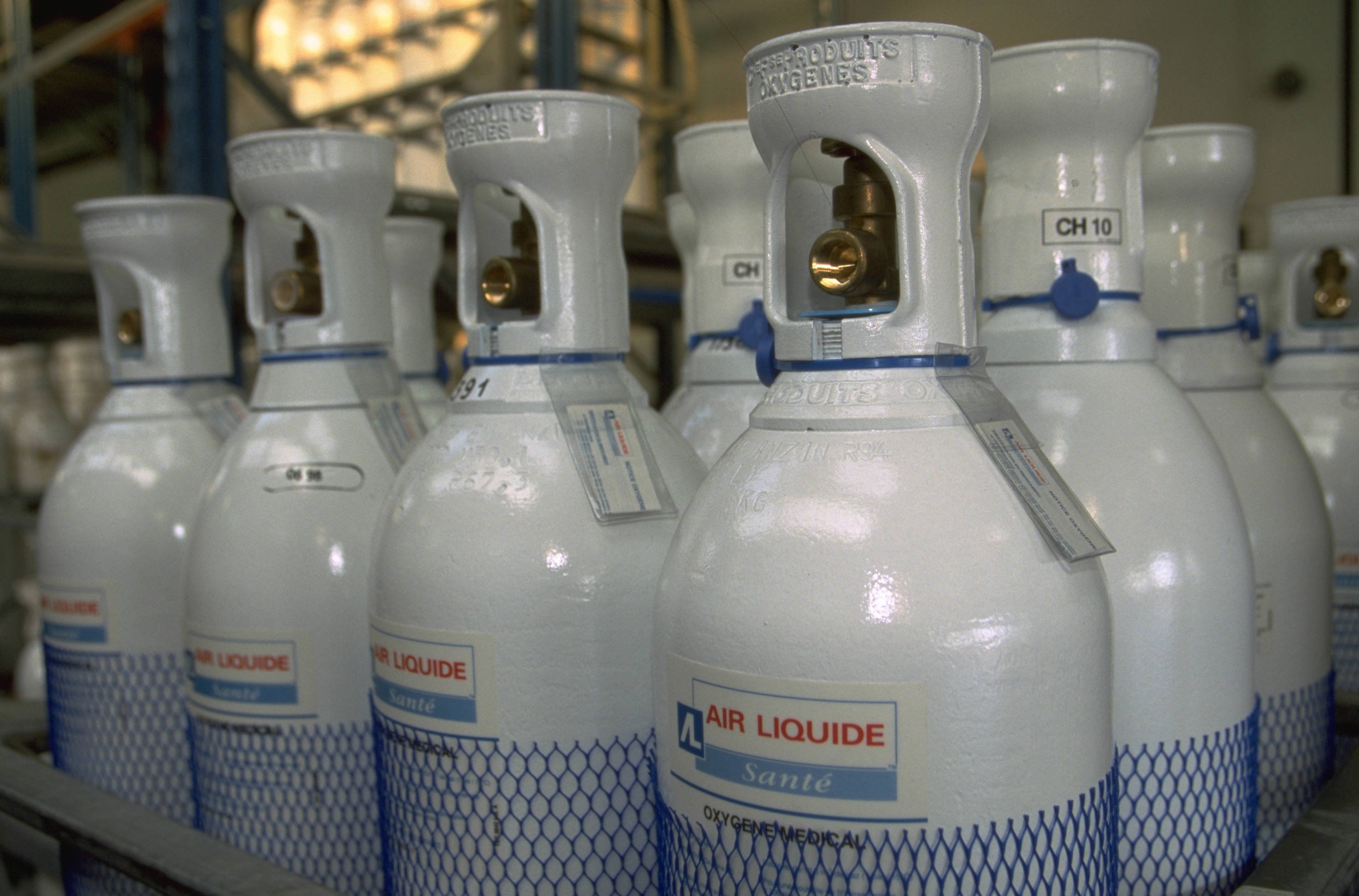
Bouteilles d'oxygène médical.

Dans les soins à domicile, Air liquide, à travers ses filiales VitalAire, Orkyn et LVL Médical assure la fourniture de l'oxygène et des équipements adéquats, ainsi que la coordination entre le patient et les professionnels de santé (médecin, infirmier, administration, etc.).
À l'hôpital, le laboratoire pharmaceutique Air liquide Santé France est le spécialiste des gaz à usage médical. Il fabrique, distribue, développe, installe et maintient les équipements et les solutions indispensables à leur bonne utilisation. Il apporte formation et expertise dans tous ces domaines.
Les principaux gaz médicaments fabriqués sont :
- l'oxygène (O2), pour lutter contre l'hypoxie (quantité insuffisante d’oxygène dans le sang) ;
- le protoxyde d'azote (N2O) et le xénon (Lenoxe), utilisés comme anesthésiques ;
- le mélange O2/N2O pour le traitement de la douleur (Kalinox) et les douleurs intestinales (Perivox) ;
- le monoxyde d'azote (NO) utilisé pour traiter l'hypertension artérielle pulmonaire (Kinox).

Les principaux gaz dispositifs médicaux fabriqués sont :
- l'azote liquide pour la cryodermatologie ;
- le CO2 médical pour la cœlioscopie.

Le groupe apporte aussi des solutions d'hygiène et de désinfection à travers ses filiales Laboratoires Anios (France) et Schulke (de) (Allemagne) et de stérilisation des instruments chirurgicaux, pour lutter contre les maladies nosocomiales. Enfin, à travers sa filiale Air liquide Medical Systems, le groupe est aussi fabricant de matériel médical (appareil de ventilation, d'anesthésie, robinet détendeur).
Air liquide alloue une partie de ses activités de recherche aux développements de solutions de e-santé, notamment dans la télésurveillance médicale et l’accompagnement à distance des patients, grâce à des dispositifs de mesure connectés, pour des malades atteints de BPCO (bronchopneumopathie chronique obstructive), de diabète ou encore d’apnée du sommeil.
Cette activité constitue 18 % du chiffre d’affaires 2019 Gaz & Services d’Air liquide.
En août 2020, Air liquide cède Schülke au fonds suédois EQT pour près d'un milliard d'euros.

### Ingénierie et construction
L’activité Ingénierie & Construction conçoit, développe et réalise des unités de production de pointe. Air Liquide dispose de plusieurs centres d’ingénierie dans le monde et d’ateliers de fabrication qui participent à l’accompagnement de projets de design, ingénierie et de création d’installations de production et de traitement chimique (purification, séparation des gaz), pour des industriels locaux et internationaux.
Les principales technologies mises au point et exploitées par Air Liquide sont la liquéfaction de l'air (production d'azote, oxygène, argon) et le vaporéformage du gaz naturel (production d'hydrogène et monoxyde de carbone).
Le chiffre d'affaires publié de cette division (300 à 500 millions d'euros ces dernières années) ne reflète que les études et livraisons d'installations pour des clients tiers alors que la majorité de l'activité est consacrée à la réalisation des installations exploitées ensuite par la division gaz et services.

### Marchés globaux et technologies
Créée en 2015, l'activité regroupe des solutions technologiques pour accompagner les nouveaux marchés de la transition énergétique, notamment dans les domaines du transport propre et des nouvelles énergies, et de l’exploration scientifique, en particulier pour l’industrie spatiale. La branche comprend également l’activité maritime, chargée du développement de l’usage des gaz dans la production d’énergie offshore et le transport de molécules à haute valeur ajoutée. Les activités d’Air Liquide consacrées aux nouvelles énergies s’intéressent à des projets transversaux qui englobent notamment l'énergie hydrogène, le biométhane et le transport réfrigéré.
La maîtrise de la chaîne de l’hydrogène, de sa production à sa distribution en passant par son stockage, constitue un axe prioritaire de la recherche d’Air Liquide, qui s’intéresse entre autres aux applications de l’énergie hydrogène dans le transport, du domaine spatial à l’automobile. Le groupe participe au développement de stations à hydrogène dans le monde, et est à l'initiative du groupement de multinationales ayant pris part au lancement du « Conseil de l’hydrogène », créé au Forum économique mondial de Davos 2017 pour promouvoir cette nouvelle énergie.
Air Liquide réalise également des équipements cryogéniques pour des lanceurs, des systèmes orbitaux, des pas de tir et des détecteurs refroidis à très basses températures pour des missions spatiales. À Sassenage, Air Liquide construit les réservoirs d'oxygène liquide du deuxième étage d'Ariane 5 et, aux Mureaux, produit les réservoirs d'ergols du premier étage du lanceur, et bientôt ceux d'Ariane 6.
Concrètement, cette activité regroupe les solutions technologiques développées par Air Liquide pour de nouveaux marchés ou des niches de très haute technologie tels que :
- la transition énergétique dans les transports terrestres avec la mise en œuvre du biométhane, de l'azote liquide et de l'hydrogène ;
- l'aéronautique civile et militaire (par exemple, la régulation d'oxygène pour les pilotes de chasse du Rafale et du F-35) ;
- la marine commerciale (par exemple, la cryogénie Turbo-Brayton permettant de reliquéfier les évaporations des méthaniers et bateaux propulsés aux GNL) et militaire (production de gaz sur le porte-avion Charles de Gaulle, stockage de l'oxygène liquide des systèmes de propulsion AIP des sous-marins et captation du dioxyde de carbone dégagé par les équipages) ;
- l'aérospatiale avec des partenariats avec des agences spatiales pour la production d'ergols (carburants) pour les fusées spatiales et les systèmes d’acheminement jusqu'au pas de tir à Kourou, la fabrication de réservoirs d'Ariane 5, la réfrigération cryogénique et la propulsion électrique des satellites au Xenon, etc. ;
- la recherche scientifique, avec par exemple l'usine de réfrigération du programme de recherche sur la fusion nucléaire ITER.

Début 2018, Air Liquide met en service trois nouvelles unités de production de biométhane aux États-Unis, en France et au Royaume-Uni, doublant ainsi sa capacité de production de biométhane qui atteint désormais 60 MW, équivalent à 500 GWh en année pleine de production.

#### Transition énergétique
En juin 2016, la mise en place sa première station-service « multi-énergies » proposant des carburants alternatifs et plus généralement des combustibles naturels : gaz naturel comprimé (GNC), gaz naturel liquéfié (GNL) et azote liquide (N2). Cette alternative permet désormais aux chauffeurs routiers de recharger leurs véhicules frigorifiques en gaz réfrigérant grâce à une pompe délivrant de l'azote liquide. L’hydrogène complètera ce panel d’énergies. Pour cela, Air liquide a annoncé en avril 2019 une coentreprise avec le chinois Houpu (qui dit alors avoir déjà équipé plus de cinq mille stations de remplissage de gaz naturel dans le monde). L'objectif est de mettre en place le réseau de stations à hydrogène pour véhicules électriques à pile à combustible en Chine (premier marché automobile mondial en 2019) et pour favoriser une mobilité plus propre grâce au moteur à hydrogène (un million de véhicules fonctionnant à l'hydrogène est espéré en Chine avant 2030). Air liquide dit déjà employer environ quatre mille collaborateurs en Chine pour ses activités « Gaz industriels et médicaux, et distribution d'hydrogène ». À ce stade, il s’agit de la seule station de ravitaillement en hydrogène vert européenne, fournie par HRS,,.
Air Liquide participe également au projet HyBalance exploitant sur la production excédentaire d'électricité éolienne renouvelable au Danemark afin de produire de l'hydrogène décarboné (sans production de dioxyde de carbone) pour des clients industriels et des stations de recharge en hydrogène.

## Direction

### Conseil d'administration
En 2020, à l'issue de l'assemblée générale du 5 mai, le conseil d'administration d'Air liquide est composé de six femmes et cinq hommes :
- Benoit Potier, nationalité française, PDG d'Air liquide ;
- Jean-Paul Agon, nationalité française, PDG du groupe international L'Oréal ;
- Geneviève Berger, nationalité française, docteur en médecine, ancienne directrice du CNRS ;
- Anette Bronder, nationalité allemande, directrice opérationnelle (COO) de Swiss Re, ancienne directrice chez Vodafone et Deutsche Telekom ;
- Philippe Dubrulle, nationalité française, représentant des salariés ;
- Brian Gilvary, nationalité britannique, directeur financier du groupe BP ;
- Siân Herbert-Jones, nationalité britannique, ancienne directrice au sein de PWC et Sodexo ;
- Xavier Huillard, nationalité française, président de Vinci ;
- Sin Leng Low, nationalité singapourienne, ancienne directrice au sein de groupes asiatiques spécialisés dans l'eau et l'énergie ;
- Kim Ann Mink, nationalité américaine, PDG d'Innophos ;
- Thierry Peugeot, nationalité française, ancien directeur au sein de PSA ;
- Annette Winkler, nationalité allemande, directrice générale de smart.

### Dirigeants successifs
- Paul Delorme : 1902-1945
- Jean Delorme : 1945-1985
- Édouard de Royère : 1985-1995
- Alain Joly : 1995-2001
- Alain Joly (président du conseil de surveillance) et Benoît Potier (président du directoire) : 2001-2006
- Benoît Potier : 2006-2022
- François Jackow : 2022-présent[87],[88]

## Données financières
Le chiffre d’affaires d’Air liquide croît en moyenne de 5,6 % par an sur les trente dernières années. Cette croissance est portée par la croissance mondiale industrielle traditionnelle et des nouvelles technologies, l’externalisation progressive de la production des gaz industriels par les grands groupes industriels et l’acquisition ciblée de sociétés dans le monde entier.
| Année | Chiffre d'affaires | Résultat opérationnel | Résultat net part du groupe | Endettement net |
| ----- | ------------------ | --------------------- | --------------------------- | --------------- |
| 2023  | 27 608             | 5 068                 | 3 078                       | 9 221           |
| 2022  | 29 934             | 4 862                 | 2 759                       | 10 261          |
| 2021  | 23 335             | 4 160                 | 2 572                       | 10 448          |
| 2020  | 20 485             | 3 790                 | 2 435                       | 10 609          |
| 2019  | 21 920             | 3 794                 | 2 242                       | 12 373          |
| 2018  | 21 011             | 3 449                 | 2 113                       | 12 535          |
| 2017  | 20 349             | 3 364                 | 2 199                       | 13 371          |
| 2016  | 18 135             | 3 024                 | 1 844                       | 15 368          |
| 2015  | 15 819             | 2 856                 | 1 756                       | 7 239           |
| 2014  | 15 358             | 2 634                 | 1 665                       | 6 306           |
| 2013  | 15 225             | 2 581                 | 1 640                       | 6 062           |
| 2012  | 15 326             | 2 553                 | 1 591                       | 6 103           |
| 2011  | 14 457             | 2 409                 | 1 535                       | 5 248           |
| 2010  | 13 488             | 2 252                 | 1 404                       | 5 039           |
| 2009  | 11 976             | 1 949                 | 1 230                       | 4 891           |
| 2008  | 13 103             | 1 949                 | 1 220                       | 5 484           |
| 2007  | 11 801             | 1 794                 | 1 123                       | 4 660           |
| 2006  | 10 949             | 1 659                 | 1 002                       | 3 447           |
| 2005  | 10 435             | 1 518                 | 933                         | 3 740           |
| 2004  | 9 400              | 1 277                 | 778                         | 3 790           |
| 2003  | 8 393              | 1 196                 | 725                         | 1 730           |
| 2002  | 7 900              | 1 162                 | 703                         | 2 022           |
| 2001  | 8 328              | 1 178                 | 702                         | 2 584           |
| 2000  | 8 100              | 1 116                 | 652                         | 2 280           |

L’augmentation importante de la dette en 2016 est liée à l’acquisition de la société Airgas réalisée au travers d’émissions obligataires pour 3 milliards d’euros et 4 milliards de dollars. Ce financement a été complété d’une augmentation de capital de 3,3 milliards d’euros avec droits préférentiels de souscription aux actionnaires actuels. Le groupe poursuit depuis l’optimisation de sa dette et son remboursement. Afin de limiter l’impact futur d’une hausse des taux d’intérêt, 93 % de la dette est à taux fixe[pertinence contestée].

## Données boursières
Parmi les entreprises du CAC 40, Air liquide est la société qui détient la plus forte part d’actionnaires individuels à son capital, plus de 420 000 particuliers au 31 décembre 2019.[réf. obsolète]
Actionnaires principaux (décembre 2019) :
- actionnaires individuels : 32 % (dont salariés : 2,2 %) ;
- investisseurs institutionnels français : 17 % ;
- investisseurs institutionnels étrangers : 51 %.

| Nom                                          | Part du capital détenu |
| -------------------------------------------- | ---------------------- |
| Norges Bank Investment Management            | 2,53 %                 |
| The Vanguard Group                           | 2,08 %                 |
| Air Liquide SA Employee Stock Ownership Plan | 1,72 %                 |
| Thornburg Investment Management, Inc. (en)   | 1,22 %                 |
| Amundi Asset Management                      | 1,12 %                 |
| Fidelity Management & Research               | 0,96 %                 |
| Nordea Investment Management AB              | 0,85 %                 |
| BlackRock Advisors (UK)                      | 0,80 %                 |
| BNP Paribas Asset Management France          | 0,58 %                 |

| Années                                            | 2000 | 2001 | 2002  | 2003 | 2004  | 2005  | 2006  | 2007  | 2008  | 2009  | 2010  | 2011  | 2012  | 2013  | 2014  | 2015  | 2016  | 2017  | 2018  | 2019  |
| ------------------------------------------------- | ---- | ---- | ----- | ---- | ----- | ----- | ----- | ----- | ----- | ----- | ----- | ----- | ----- | ----- | ----- | ----- | ----- | ----- | ----- | ----- |
| Nombre d'actions cotées (en millions)             | 91,4 | 90,8 | 100,8 | 99,9 | 109,2 | 109,5 | 121,1 | 238,8 | 260,9 | 264,3 | 284,1 | 283,8 | 312,3 | 312,8 | 344,9 | 344,2 | 388,9 | 428,4 | 429,4 | 473,1 |
| Capitalisation boursière (en milliards d'euros)   | 14,5 | 14,3 | 12,6  | 13,9 | 14,8  | 17,7  | 21,7  | 24,2  | 17,0  | 21,9  | 26,8  | 27,1  | 29,7  | 32,2  | 35,5  | 35,7  | 41,1  | 45,0  | 46,6  | 59,7  |
| Nombre de transactions quotidiennes (en milliers) |      |      |       | 435  | 368   | 393   | 477   |       |       |       |       | ?     | ?     | ?     |       |       |       |       |       |       |

L'évolution du nombre d'actions s'explique principalement :
- à la hausse, par les attributions d'actions gratuites, en moyenne tous les deux ans ;
- à la hausse, en 2007 par le split de l'action par deux ;
- à la hausse, en 2016, par l'augmentation de capital pour l'acquisition d'Airgas ;
- plus marginalement à la baisse par le rachat d'actions par le groupe et la hausse par la levée d'options.

### Actionnariat individuel
En 2020, Air liquide a plus de 420 000 actionnaires individuels, ce qui en fait la société du CAC 40 dont cette part de l'actionnariat est la plus importante (32 %). L'assemblée générale annuelle d'Air liquide est également la plus fréquentée du CAC 40 avec près de 4 000 actionnaires présents.

## Activité delobbying
Depuis 2001, Air liquide est inscrit au registre de transparence des représentants d'intérêts auprès de la Commission européenne.
Au niveau mondial, pour 2017, l'entreprise déclare 1 770 000 euros de dépenses de lobbying en France, aux États-Unis et à Bruxelles.
En Europe, pour 2018, l'entreprise déclare pour cette activité des dépenses d'un montant compris entre 800 000 et 900 000 euros, et indique avoir perçu sur la même période 1 576 000 euros de subventions de la part des institutions de l'Union européenne.
En France, pour 2018, Air liquide déclare à la Haute Autorité pour la transparence de la vie publique exercer des activités de lobbying pour un montant compris entre 100 000 et 200 000 euros.
Aux États-Unis, pour 2019, selon le Center for Responsive Politics, les dépenses de lobbying d'Air liquide s'élèvent à 938 000 dollars.